# 2003-as futsal-Európa-bajnokság
A 2003-as futsal-Európa-bajnokságot Olaszországban rendezték 2003. február 17. és február 24. között. Az Európa-bajnokságot a házigazda Olaszország nyerte, miután a döntőben legyőzte Ukrajna csapatát.

## Részt vevő csapatok
- Belgium
- Csehország
- Olaszország (házigazda)
- Oroszország
- Portugália
- Spanyolország (címvédő)
- Szlovénia
- Ukrajna

## Csoportkör

### A csoport
| Csapat      | M | Gy | D | V | RG | KG | GK | Pont |
| ----------- | - | -- | - | - | -- | -- | -- | ---- |
| Olaszország | 3 | 3  | 0 | 0 | 8  | 2  | +6 | 9    |
| Csehország  | 3 | 2  | 0 | 1 | 11 | 9  | +2 | 6    |
| Oroszország | 3 | 1  | 0 | 2 | 5  | 6  | −1 | 3    |
| Szlovénia   | 3 | 0  | 0 | 3 | 7  | 14 | −7 | 0    |

| 2003. február 17. 18:00 CET | Csehország            | 2 – 1               | Oroszország | Palazzetto dello Sport, Aversa Játékvezető: Zbigniew Kosmala (lengyel) |
| 2003. február 17. 18:00 CET | Dlouhý 26' Blazej 40' | (0 – 0) Jegyzőkönyv | Ivanov 28'  | Palazzetto dello Sport, Aversa Játékvezető: Zbigniew Kosmala (lengyel) |

| 2003. február 17. 21:15 CET | Olaszország                | 2 – 1               | Szlovénia | Palazzetto dello Sport, Aversa Játékvezető: Patrick Willemarck (belga) |
| 2003. február 17. 21:15 CET | Vicentini 7' Carlinhos 13' | (2 – 1) Jegyzőkönyv | Dzafic 6' | Palazzetto dello Sport, Aversa Játékvezető: Patrick Willemarck (belga) |

| 2003. február 18. 18:00 CET | Szlovénia                | 3 – 4               | Oroszország                                         | Palamaggio, Caserta Játékvezető: Antonio Jose Fernandes Cardoso (portugál) |
| 2003. február 18. 18:00 CET | Dzafic 6' Horvat 34' 40' | (0 – 1) Jegyzőkönyv | Nyikolajev 16' Gorine 28' Malisev 31' Grigorjev 39' | Palamaggio, Caserta Játékvezető: Antonio Jose Fernandes Cardoso (portugál) |

| 2003. február 18. 21:00 CET | Olaszország                               | 5 – 1               | Csehország                                                | Palamaggio, Caserta Játékvezető: Pedro Ángel Galán Nieto (spanyol) |
| 2003. február 18. 21:00 CET | Moratelli 10' Ippoliti 16' Bácaro 19' 32' | (3 – 1) Jegyzőkönyv | Koridze 11' 16' 17' 29' 38' Kosenko 16' 22' Carlinhos 37' | Palamaggio, Caserta Játékvezető: Pedro Ángel Galán Nieto (spanyol) |

| 2003. február 20. 21:00 CET | Oroszország | 0 – 1               | Olaszország | Palazzetto dello Sport, Aversa Játékvezető: Pedro Ángel Galán Nieto (spanyol) |
| 2003. február 20. 21:00 CET |             | (0 – 0) Jegyzőkönyv | Foglia 40'  | Palazzetto dello Sport, Aversa Játékvezető: Pedro Ángel Galán Nieto (spanyol) |

| 2003. február 20. 21:00 CET | Szlovénia                     | 3 – 8               | Csehország                                                 | Palamaggio, Caserta Játékvezető: Jyrki Filppu (finn) |
| 2003. február 20. 21:00 CET | Horvat 12' 34' Lakoseljac 32' | (1 – 2) Jegyzőkönyv | Dlouhý 8' 29' Šluka 9' 39' Blazej 17' Musial 31' Mareš 38' | Palamaggio, Caserta Játékvezető: Jyrki Filppu (finn) |

### B csoport
| Csapat        | M | Gy | D | V | RG | KG | GK | Pont |
| ------------- | - | -- | - | - | -- | -- | -- | ---- |
| Ukrajna       | 3 | 2  | 0 | 1 | 14 | 9  | +5 | 6    |
| Spanyolország | 3 | 1  | 2 | 0 | 7  | 4  | +3 | 5    |
| Portugália    | 3 | 1  | 1 | 1 | 10 | 12 | −2 | 4    |
| Belgium       | 3 | 0  | 1 | 2 | 5  | 11 | −6 | 1    |

| 2003. február 17. 16:30 CET | Belgium               | 2 – 7               | Ukrajna                                                                        | Palamaggio, Caserta Játékvezető: Massimo Cumbo (olasz) |
| 2003. február 17. 16:30 CET | Bachar 37' Harram 40' | (0 – 2) Jegyzőkönyv | Filipiv 10' Kosenko 11' 25' Koridze 28' Dejneha 35' Moszkvicsov 35' Kudlaj 35' | Palamaggio, Caserta Játékvezető: Massimo Cumbo (olasz) |

| 2003. február 17. 19:30 CET | Spanyolország                | 3 – 3               | Portugália                                       | Palamaggio, Caserta Játékvezető: Jyrki Filppu (finn) |
| 2003. február 17. 19:30 CET | Julio 4' Cobeta 19' Orol 38' | (2 – 0) Jegyzőkönyv | André Lima 22' Gonçalo Alves 23' Pedro Costa 33' | Palamaggio, Caserta Játékvezető: Jyrki Filppu (finn) |

| 2003. február 18. 16:30 CET | Spanyolország | 1 – 1               | Belgium       | Palazzetto dello Sport, Aversa Játékvezető: Zbigniew Kosmala (lengyel) |
| 2003. február 18. 16:30 CET | Redondo 40'   | (2 – 0) Jegyzőkönyv | El Haouil 16' | Palazzetto dello Sport, Aversa Játékvezető: Zbigniew Kosmala (lengyel) |

| 2003. február 18. 19:30 CET | Portugália                               | 4 – 7               | Ukrajna                                     | Palazzetto dello Sport, Aversa Játékvezető: Ivan Novak (horvát) |
| 2003. február 18. 19:30 CET | André Lima 11' 16' 17' Gonçalo Alves 18' | (2 – 4) Jegyzőkönyv | Koridze 11' 16' 17' 29' 38' Kosenko 16' 22' | Palazzetto dello Sport, Aversa Játékvezető: Ivan Novak (horvát) |

| 2003. február 20. 18:30 CET | Ukrajna | 0 – 3               | Spanyolország          | Palazzetto dello Sport, Aversa Játékvezető: Ivan Novak (horvát) |
| 2003. február 20. 18:30 CET |         | (0 – 3) Jegyzőkönyv | Kike 11' 20' Julio 17' | Palazzetto dello Sport, Aversa Játékvezető: Ivan Novak (horvát) |

| 2003. február 20. 18:30 CET | Portugália                  | 3 – 2               | Belgium | Palamaggio, Caserta Játékvezető: Massimo Cumbo (olasz) |
| 2003. február 20. 18:30 CET | André Lima 31' Ivan 38' 40' | (0 – 1) Jegyzőkönyv |         | Palamaggio, Caserta Játékvezető: Massimo Cumbo (olasz) |

## Elődöntő
| 2003. február 22. 19:30 CET | Olaszország    | 2 – 1               | Spanyolország         | Palamaggio, Caserta Játékvezető: Ivan Novak (horvát) |
| 2003. február 22. 19:30 CET | Foglia 18' 34' | (1 – 0) Jegyzőkönyv | Moratelli 37' (öngól) | Palamaggio, Caserta Játékvezető: Ivan Novak (horvát) |

| 2003. február 22. 21:30 CET | Ukrajna                                                | 5 – 1               | Csehország | Palamaggio, Caserta Játékvezető: Antonio Jose Fernandes Cardoso (portugál) |
| 2003. február 22. 21:30 CET | Kosenko 7' Moszkvicsov 23' 27' Filipiv 36' Koridze 39' | (3 – 1) Jegyzőkönyv | Blazej 16' | Palamaggio, Caserta Játékvezető: Antonio Jose Fernandes Cardoso (portugál) |

## Döntő
| 2003. február 24. 20:30 CET | Olaszország | 1 – 0               | Ukrajna | Palamaggio, Caserta Játékvezető: Pedro Ángel Galán Nieto (spanyol) |
| 2003. február 24. 20:30 CET | Bácaro 30'  | (1 – 0) Jegyzőkönyv |         | Palamaggio, Caserta Játékvezető: Pedro Ángel Galán Nieto (spanyol) |

| A 2003-as futsal-Európa-bajnokság győztese |
| ------------------------------------------ |
| OLASZORSZÁG 1. cím                         |